# Batrachuperus
Genre
Synonymes
- Desmodactylus, David, 1873 "1872".
- Tibetuperus, Dubois & Raffaëlli, 2012.

Batrachuperus est un genre d'urodèles de la famille des Hynobiidae.

## Étymologie
Le nom de genre Batrachuperus, créé par Boulenger en 1878, est composé de deux étymons batrakhos βατραχος « grenouille » et upsrôa Υπςρώα « palais », pour rappeler le caractère suivant : « Dents palatines formant, entre les arrière-narines, deux groupes arqués, à convexité dirigée vers l’avant, non réunis au milieu » (Boulenger).

## Répartition
Les six espèces de ce genre se rencontrent en Chine et en Birmanie.

## Liste d'espèces
Selon Amphibian Species of the World (21 février 2014) :

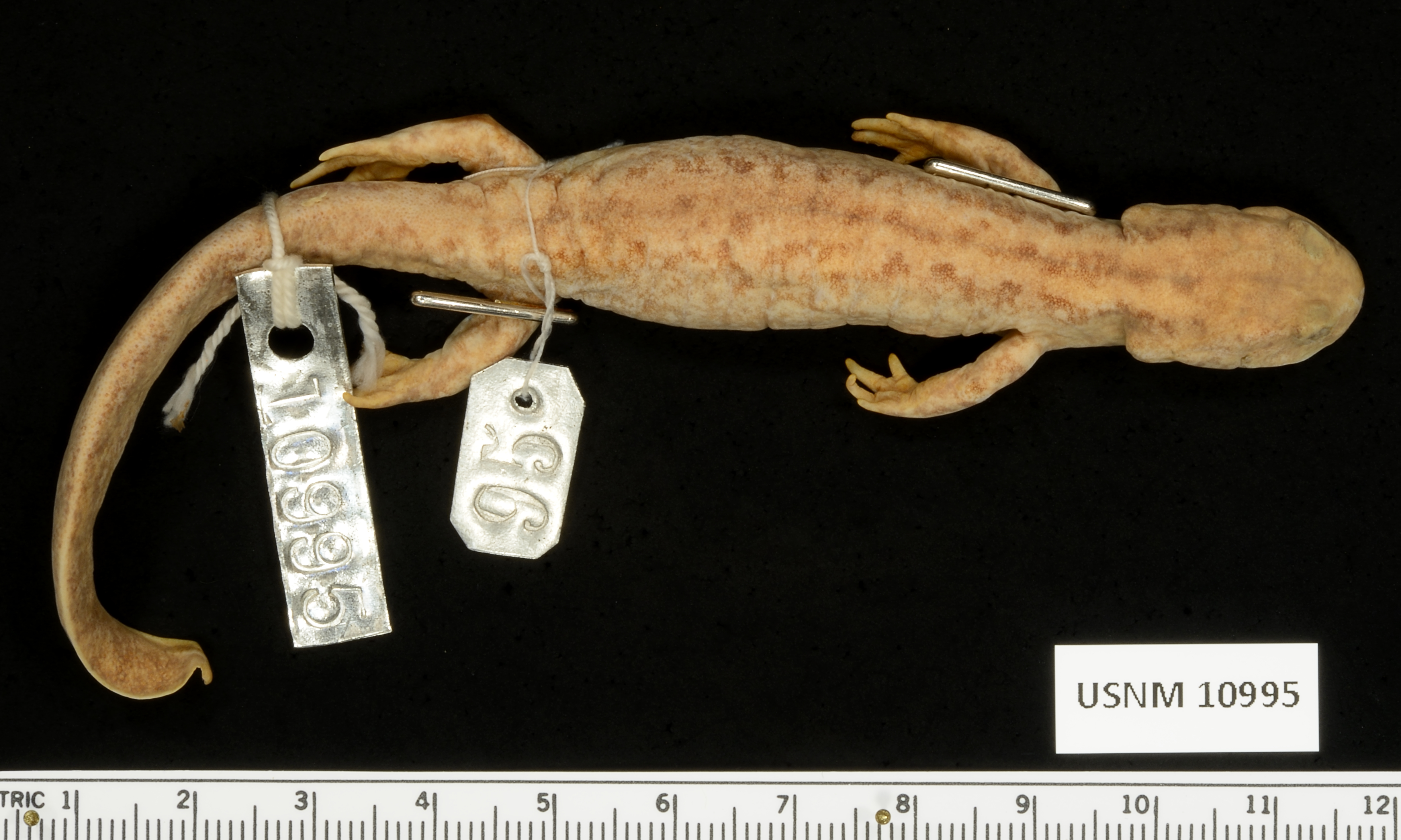
Batrachuperus pinchonii

- Batrachuperus karlschmidti, Liu, 1950 ;
- Batrachuperus londongensis, Liu & Tian, 1978 ;
- Batrachuperus pinchonii, (David, 1872) ;
- Batrachuperus taibaiensis, Song, Zeng, Wu, Liu & Fu, 2001 ;
- Batrachuperus tibetanus, Schmidt, 1925 ;
- Batrachuperus yenyuanensis, Liu, 1950.

## Publication originale
- Boulenger, 1878 : Description de deux genres nouveaux de la famille des salamandrides. Bulletin de la Société Zoologique de France, vol. 3, p. 71-72 (texte intégral).